# Жан IV д’Аркур
Жан IV д’Аркур (фр. Jean IV d'Harcourt), ум. 26 августа 1346, Креси) — барон д’Аркур (1329—1330), 1-й граф д’Аркур (1330—1346), барон де Сен-Совер (с 1329), виконт де Шательро (с 1329), сеньор д’Эльбеф, де Брион, де Монтгомери (с 1329), сеньор Л’Ильебон, де Мезьер и де Гравеншон.
Старший сын Жана III Хромого д’Аркура (ум. 1329), барона д’Аркур и виконта де Сен-Совер-Ле-Виконт, и Алисы (ум. 1315), дочери Готфрида ван Брабанта, сеньора де Аршота.

## Биография
В мае 1328 года присутствовал в Реймсе во время коронации французского короля Филиппа VI Валуа, затем в августе того же года участвовал в разгроме французской армией восставших фламандцев в битве под Касселем.
В ноябре 1329 года после смерти своего отца Жан IV д’Аркур унаследовал баронетство д’Аркур и другие родовые сеньории. В марте 1330 года стал первым графом д’Аркура.
С 1345 года — капитан Нормандии. 26 августа 1346 года сражался в рядах французской армии в битве с англичанами при Креси. Погиб в этом сражении.

## Семья и дети
В 1315 году женился на Изабелле де Партене, даме де Вибрэ, дочери Жана Ларшевека, сеньора де Партене. Дети:
- Жан V д'Аркур (1320—1356), 2-й граф д’Аркур (1346—1356)
- Луи I д'Аркур (ум. 1388), виконт де Шательро
- Гийом д’Аркур (ум. 1400), сеньор де Ла-Ферте-Эмбо
- Жанна д’Аркур
- Аликс д’Аркур, жена за Обером де Ангестом, бароном де Пон-Сен-Пьер